# Michael Bland
Michael Bland (Mineápolis, Minnesota, 14 de marzo de 1969) es un músico estadounidense, baterista de jazz fusión y rock. Integrante de la banda Soul Asylum y colaborador de Prince durante la época comprendida entre 1989 y 1996. Entre sus contribuciones destaca su participación en el disco The Gold Experience (1995).
Cuando no se encuentra de gira, Bland habitualmente toca las noches de domingo y lunes en el club nocturno "Bunker's", en Mineápolis, con la banda Dr. Mambo's Combo.

## Discografía selecta
- Backstreet Boys: Never gone
- Catchpenny: From where you are y Chance for a lifetime
- Josh Kelley: Almost honest
- Michael Penn: Mr. Hollywood Jr.
- Mandy Moore: Coverage
- Har Mar Superstar: The handler
- Kyle Riabko: Before I speak
- Bleu: Redhead
- News From The Jungle: News From The Jungle
- Michel Portal: Minneapolis
- Maxwell: Now
- Evan and Jaron: Evan and Jaron
- George Benson: That's right
- Paul Westerberg: Eventually
- Phil Upchurch: Whatever happened to the blues? y Love is strange
- Luis Salinas: Salinas
- Ricky Peterson: A tear can tell y Souvenirs
- Elisa Fiorillo: I am
- Rosie Gaines: Closer than close
- Prince: Come, The Gold Experience, Chaos and Disorder, Emancipation, 3121 y Lotusflow3r
- Prince and the New Power Generation: Diamonds and Pearls y Love Symbol Album
- New Power Generation: Exodus
- Graham Central Station: GCS 2000
- Nick Jonas & The Administration